# Eleanor the Great
Eleanor the Great es una próxima película estadounidense dramática dirigida por Scarlett Johansson (en su debut como directora) y escrita por Tory Kamen. Está protagonizada por June Squibb, Chiwetel Ejiofor, Jessica Hecht y Erin Kellyman.
La película se estrenó mundialmente en la sección Un certain regard del Festival Internacional de Cine de Cannes de 2025. En Estados Unidos, está programada para su estreno  el 26 de septiembre de 2025.

## Argumento
Una floridana de 90 años entabla una improbable amistad con un estudiante de 19 años en Nueva York.

## Reparto
- June Squibb como Eleanor Morgenstein
- Chiwetel Ejiofor
- Jessica Hecht
- Erin Kellyman
- Will Price
- Greg Kaston

## Producción
En septiembre de 2023, se anunció que Scarlett Johansson debutaría como directora con Eleanor, Invisible a partir de un guion de Tory Kamen.
En febrero de 2024, June Squibb, Chiwetel Ejiofor, Jessica Hecht y Erin Kellyman se unieron al reparto en papeles no revelados, con TriStar Pictures y Sony Pictures Classics asociándose por primera vez.
La fotografía principal comenzó en febrero de 2024. Entre los lugares de rodaje figura Coney Island. El rodaje terminó en abril.